# Negaunee
Negaunee é uma cidade localizada no estado americano de Michigan, no Condado de Marquette.

## Demografia
Segundo o censo americano de 2000, a sua população era de 4576 habitantes.
Em 2006, foi estimada uma população de 4446, um decréscimo de 130 (-2.8%).

## Geografia
De acordo com o United States Census Bureau tem uma área de
38,0 km², dos quais 35,7 km² cobertos por terra e 2,3 km² cobertos por água. Negaunee localiza-se a aproximadamente 391 m acima do nível do mar.

## Localidades na vizinhança
O diagrama seguinte representa as localidades num raio de 16 km ao redor de Negaunee.